# Toga
|  | Per a altres significats, vegeu «Toga (desambiguació)». |

Toga és un municipi valencià de la comarca de l'Alt Millars, a la província de Castelló.
Limita amb Lludient, Argeleta, Vallat, Espadella i Torre-xiva.

## Geografia
Està situat en una vall formada per la finalització de la Serra d'Espadà i el massís de Penyagolosa a la vora del riu Millars. Gran part del terme es troba poblat de grans extensions de bosc on les espècies predominants són els pins i les alzines. Així, 754 hectàrees del terme municipal estan ocupades per extensions boscoses i tan sols 127 per superfícies de cultius.
Malgrat situar-se en una zona d'interior, les altures mitjanes no són excessivament importants i la influència del mar Mediterrani provoca que a Toga hi haja un clima molt agradable. Únicament sol haver-hi dies freds en la temporada d'hivern, i no solen ser nombrosos. Les pluges es produïxen amb una gran irregularitat, establint-se forts contrastos entre els anys d'abundància i altres d'acusada sequera.

## Història
Existixen poques dades fidedignes sobre l'origen de la població. Alguns estudis n'atribuïxen la fundació als gots, encara que això no està demostrat; no obstant això, sí que sembla provat que durant el període de dominació islàmica hi hagué al terme una alqueria musulmana.
Va pertànyer a Zayd Abu Zayd, últim governador almohade de València, qui, després de convertir-se al cristianisme, la va lliurar a l'arquebisbe de Tarragona en 1247. Fon parròquia independent de Vilafermosa des de 1535, però acabada de construir en 1658. En ella destaca la cofradia del Rosari, fundada en 1623. El senyoriu va pertànyer Pere Carròs de Vilaragut Insa (primer baró), després va passar a Maria de la Concepció Lluna i finalment a Ferran Almansa Rierol, marqués de Cadimo, qui la va vendre a Miquel Saavedra. Quant a la demografia, les 170 cases que tenia en 1609 es reduïren a només 50 en 1646. En 1707 la població va ser delmada per la pesta; no obstant això, en aquell mateix segle xviii va assolir la seua població màxima (500 habitants en 1794), la qual va decréixer a poc a poc després d'aquell any.

## Demografia
| 1990 | 1992 | 1994 | 1996 | 1998 | 2000 | 2002 | 2004 | 2006 | 2008 | 2010 |
| ---- | ---- | ---- | ---- | ---- | ---- | ---- | ---- | ---- | ---- | ---- |
| 111  | 110  | 110  | 110  | 94   | 103  | 87   | 85   | 107  | 118  | 113  |

## Economia

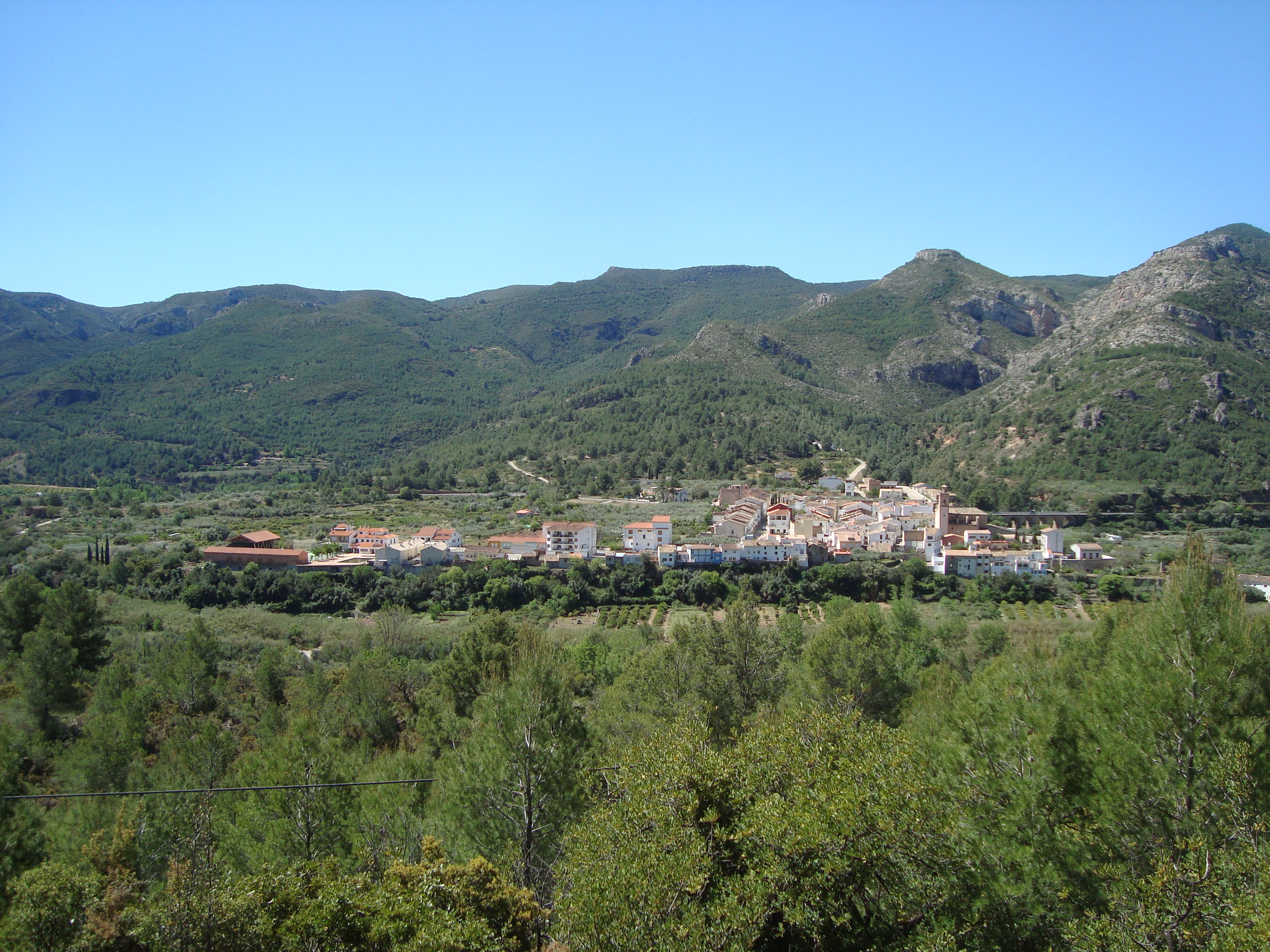
Panorámica de Toga, comarca Alt Millars (Castelló)

L'agricultura de Toga és quasi exclusivament de secà i els camps se situen en el clàssic abancalament en terrasses, encara que avui dia gran part d'ells estan abandonats. També trobem cultius de regadiu, sobretot de cítrics, en la part més baixa del poble, al costat del riu Millars.
D'altra banda, un 23,5% de la població treballa en la indústria i es desplaça fins a municipis de la comarca de la Plana Baixa com ara Onda i Ribesalbes, a treballar en la indústria ceràmica.

## Política i govern

### Alcaldia
Des de 2019 l'alcalde de Toga és Francisco Javier Sorolla Adelantado del Partit Popular (PP).
| Període                       | Alcalde o alcaldessa                | Partit polític | Data de possessió | Observacions |
| ----------------------------- | ----------------------------------- | -------------- | ----------------- | ------------ |
| 1979–1983                     | Andrés Morte Monferrer              | UCD            | 19/04/1979        | --           |
| 1983–1987                     | Andrés Morte Monferrer              | PDL            | 28/05/1983        | --           |
| 1987–1991                     | Juan José Monferrer Pérez           | PSPV-PSOE      | 30/06/1987        | --           |
| 1991–1995                     | Rafael Juan Fornas                  | PSPV-PSOE      | 15/06/1991        | --           |
| 1995–1999                     | Ángel Gómez Prieto                  | PP             | 17/06/1995        | --           |
| 1999–2003                     | Ángel Gómez Prieto                  | PP             | 03/07/1999        | --           |
| 2003–2007                     | Elías Barberán Guillamón            | PP             | 14/06/2003        | --           |
| 2007–2011                     | Elías Barberán Guillamón            | PP             | 16/06/2007        | --           |
| 2011–2015                     | Elías Barberán Guillamón            | PP             | 11/06/2011        | --           |
| 2015–2019                     | Elías Barberán Guillamón            | PP             | 13/06/2015        | --           |
| 2019-2023                     | Francisco Javier Sorolla Adelantado | PP             | 15/06/2019        | --           |
| Des de 2023                   | n/d                                 | n/d            | 17/06/2023        | --           |
| Fonts: Generalitat Valenciana |                                     |                |                   |              |

### Eleccions municipals de 2015
| Candidatura | Candidatura                               | Cap de llista                 | Vots | Regidors | % vots |
| ----------- | ----------------------------------------- | ----------------------------- | ---- | -------- | ------ |
|             | Partit Popular de la Comunitat Valenciana | Elías Barberán Guillamón      | 53   | 5        | 82.81  |
|             | Partit Socialista del País Valencià       | Alexis David García Caballero | 6    | 0        | 9.38   |
| Total       | Total                                     | 69                            | 69   | 5        |        |

## Monuments

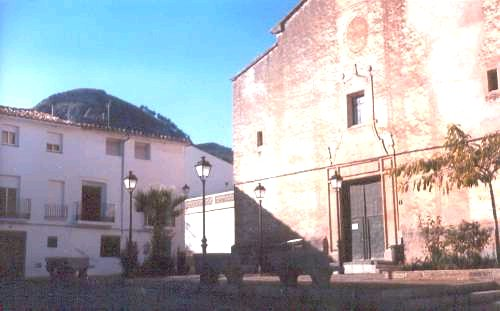
Església de la Immaculada Concepció de Toga

### Monuments religiosos

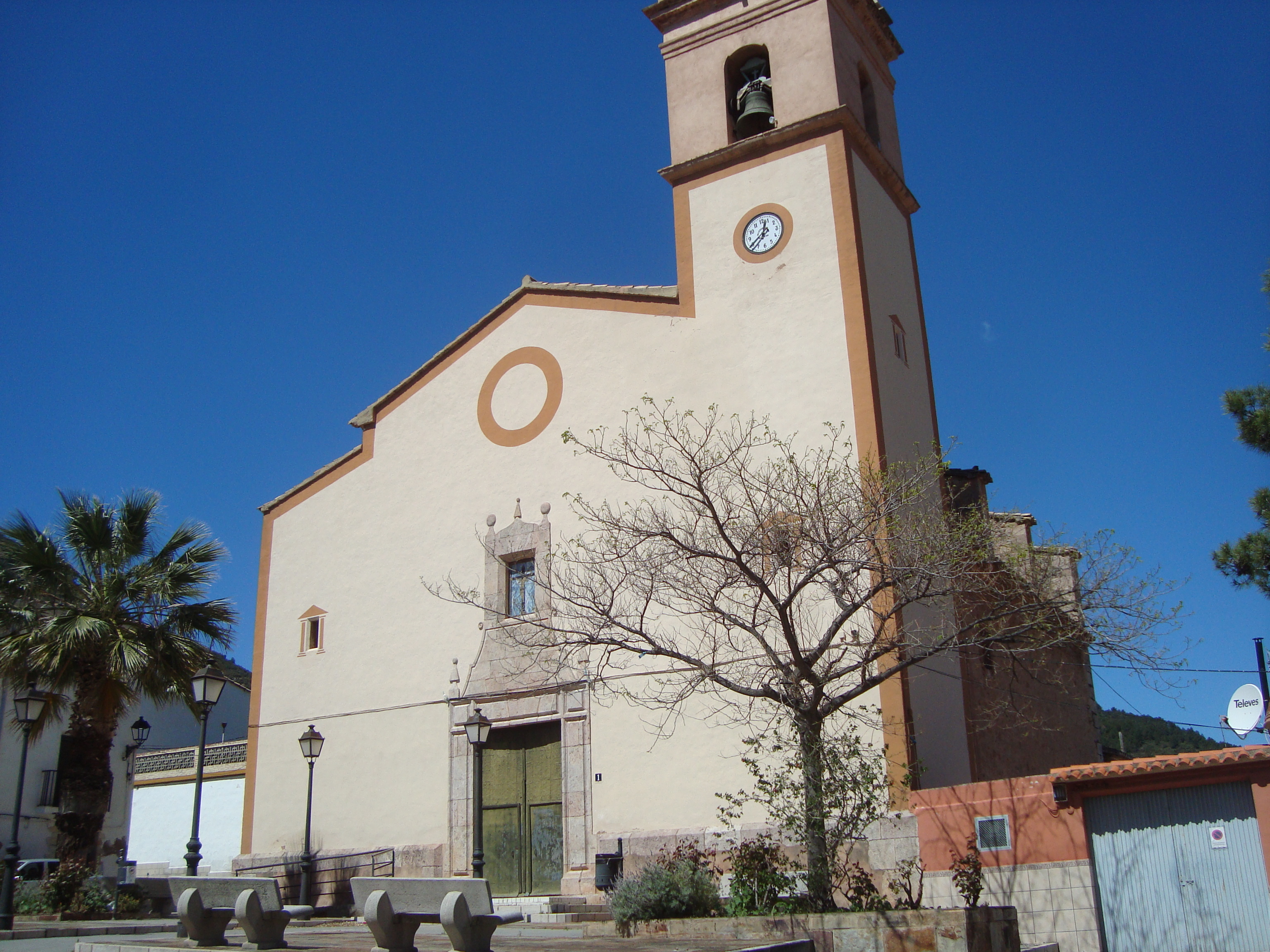
Església parroquial de la Immaculada Concepció (Toga, Castelló)

- Església parroquial de la Immaculada Concepció (Toga, Castelló)Església de l'inmaculada Concepció. Del segle xvii. D'estil corinti o barroc desornamentat.
- Ermita de Sant Joan. Es troba en ruïnes.

### Monuments civils
- Castell. Es tracta d'un castell o un lloc de vigilància de dimensions reduïdes, que degué quedar destruït després de la victòria cristiana. Actualment en queden poques restes, com ara els fonaments de la torre principal i alguns vestigis de muralles.
- Palau Senyorial. Actualment es troba en ruïnes.
- Portal de Sant Antoni. Els seus dos arcs representen una atractiva i significativa mostra de l'antic traçat urbà de la localitat. Ambdós es conformen com a elements passants, és a dir que se situen per damunt d'un carrer i comuniquen diversos habitatges o formen part d'un habitatge. El de Sant Antoni suporta la capella que alberga la imatge del sant.
- Castell de Ganalur. Poblat ibèric assentat en un pujol que domina un ampli meandre del riu Millars. En el jaciment s'han trobat restes d'època ibera (segles V - I aC) i islàmica (segle xiii). En l'actualitat, només queden restes ceràmiques, ja que una posterior ocupació medieval ha esborrat qualsevol inici de la disposició espacial de l'hàbitat ibèric. Quant a l'ocupació musulmana, sembla que es correspon amb l'estil Ganalur, citat en documents dels segles xiii i xiv i, sens dubte, és l'origen de l'actual població de Vallat.

## Llocs d'interés

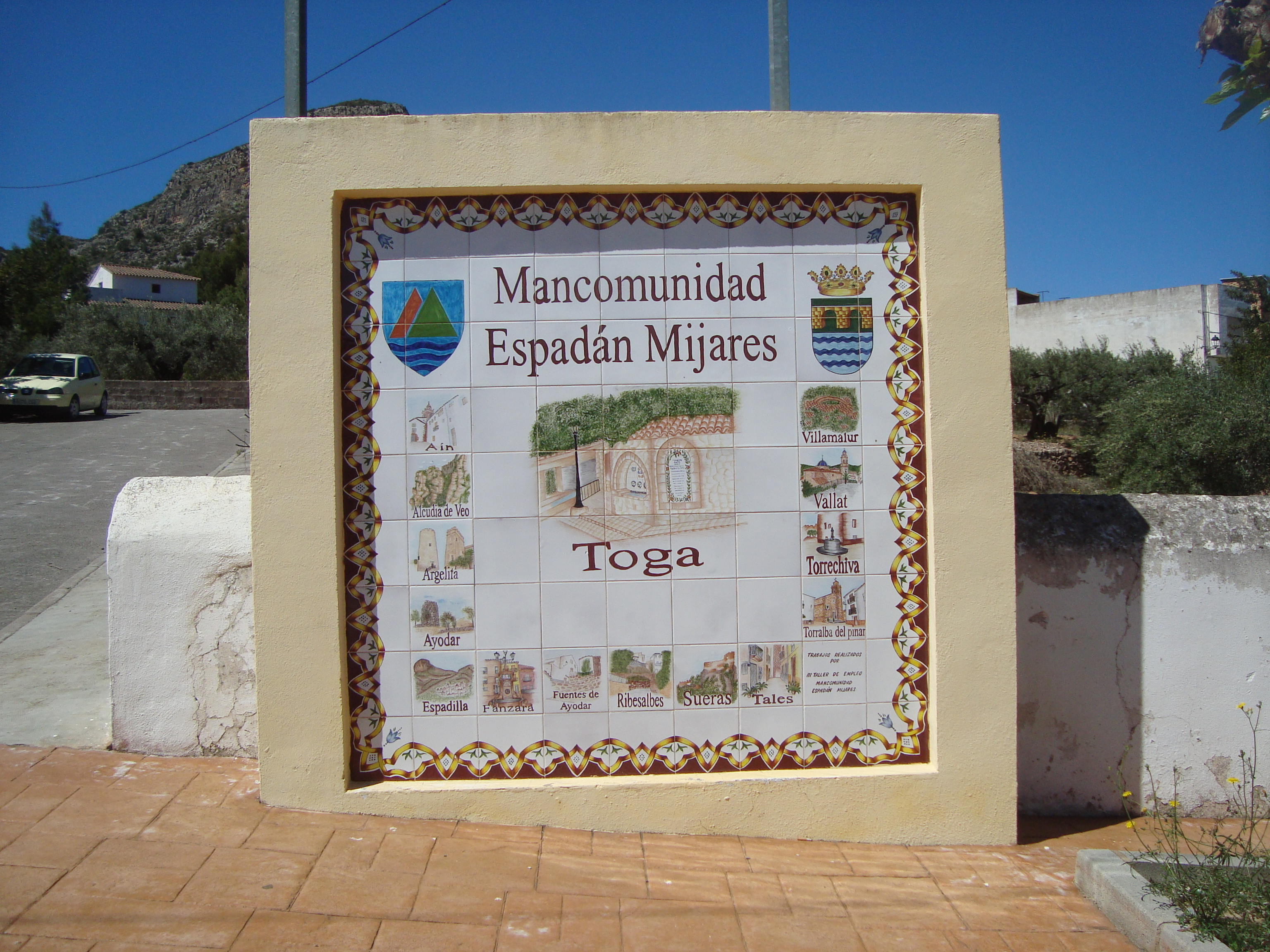
Toga, mural cerámic de la Mancomunidad Turística Espadà-Millars

- Toga, mural cerámic de la Mancomunidad Turística Espadà-MillarsFuente Caliente. Les seues aigües van obtindre en 1906 un diploma i una medalla d'or en l'exposició regional de València. Estan classificades com bicarbonatades calcico-magnèsiques i indicades per al tractament de l'obesitat, la gota i les malalties de l'estómac.

## Festes i celebracions
- Sant Antoni. Les festes són organitzades per tres clavaris triats per a tal fi. Durant la festivitat es bateja els animals i es repartixen els típics rotllos a tots els vilatjans i visitants. Se celebra del 15 al 17 de gener.
- Festes patronals. Se celebren de l'1 al 10 d'agost en honor del Crist de l'Agonia.